# Aida
För andra betydelser, se Aida (olika betydelser).

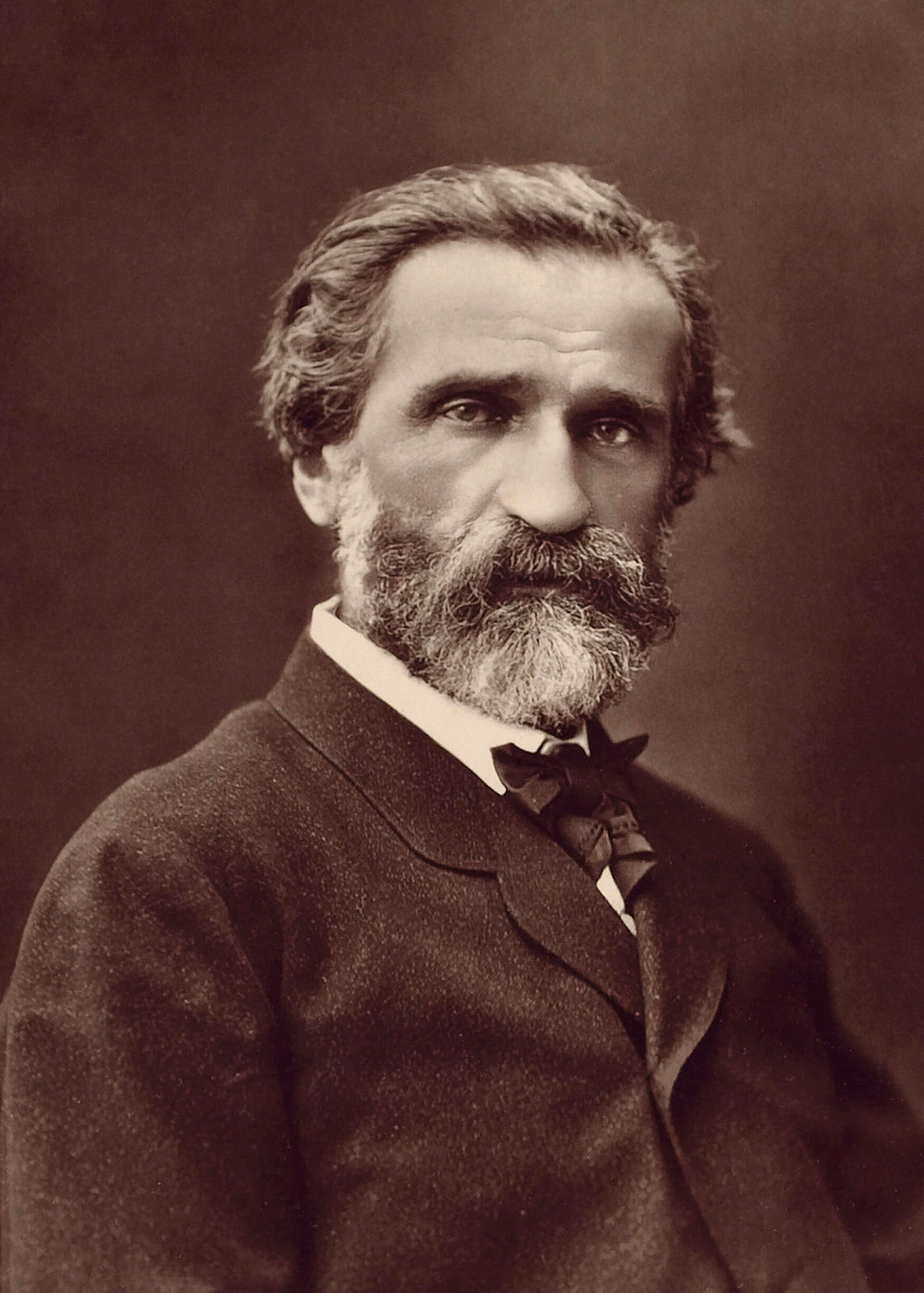
Giuseppe Verdi, ca 1870.

Aida är en opera i fyra akter med musik av Giuseppe Verdi. Libretto av Antonio Ghislanzoni efter Camille du Locles franska text (1868).

## Historia

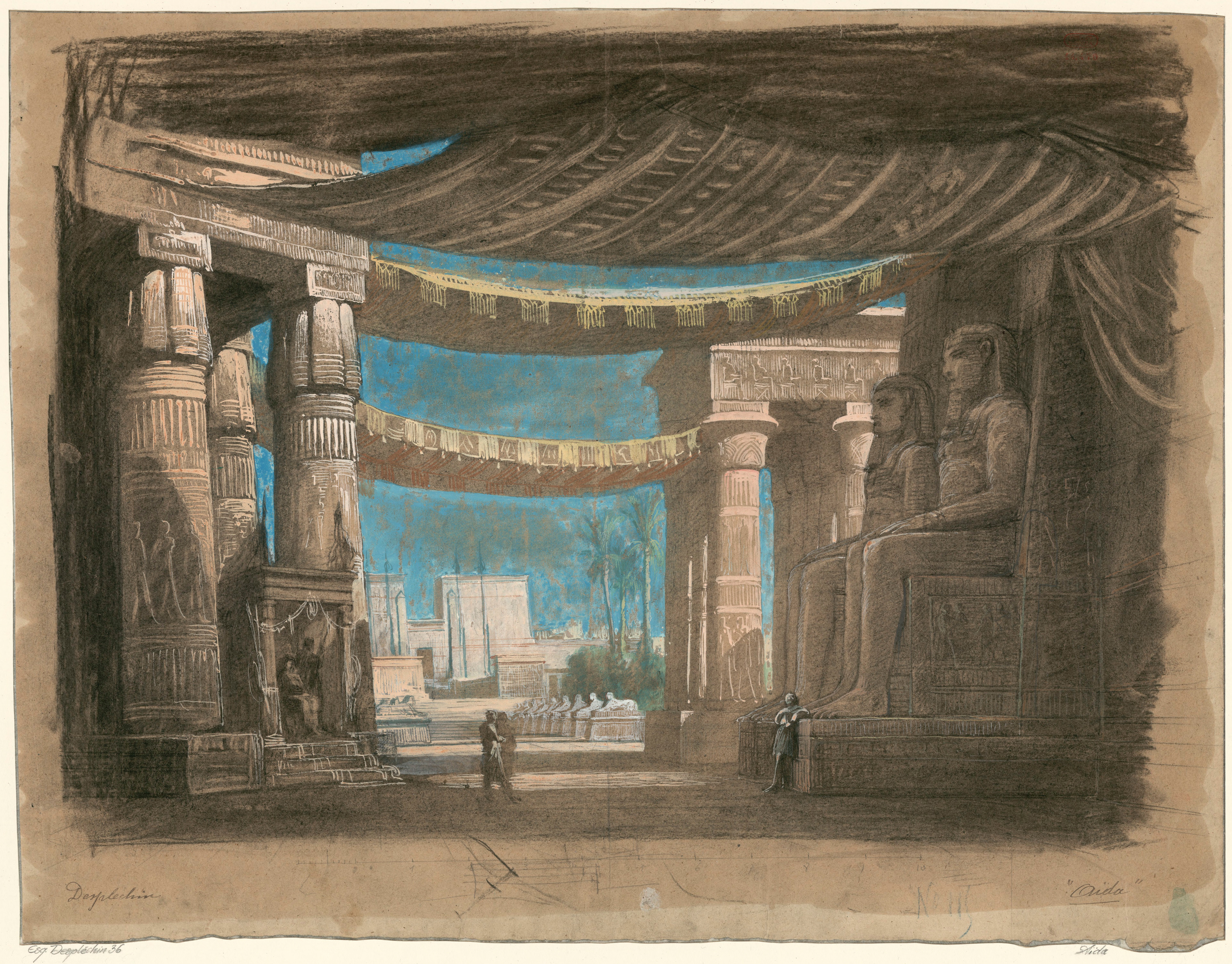
Edouard Despléchins iscensättning av Aida, Akt 2, scen 2, i Kairo

Efter alla besvärligheter med Don Carlos gick det flera år innan Verdi åter lät sig övertalas att skriva en opera. År 1869 hade Kairo fått ett italienskt operahus, och khediven stödde entusiastiskt idén med en festopera med anledning av Suezkanalens invigning 1869. Verdi gav dock inte med sig. Först då han fick en skiss av den franske egyptologen Auguste Mariette, som hade grävt ut Luxortemplet, började han intressera sig för idén. Ghislanzoni fick i uppdrag att utforma librettot, och 1870 låg partituret klart. Dekorationer och kostymer framställdes i Paris. Det Fransk-tyska kriget pågick och därför dröjde det till efter fredsslutet i september 1871 innan all rekvisitan kunde föras ut ur Paris. Det blev istället Rigoletto som fick inviga operahuset. Efter hastiga förberedelser kunde premiären av Aida äga rum på Khedivska Operan 24 december 1871 innan kontraktstiden gick ute med utgången av 1871, och Verdi konstaterade med tillfredsställelse att det blev en triumf utan like. Handlingen i operan utspelas i Memfis och Tebe i Egypten på faraonernas tid. Den innehåller ett klassiskt triangeldrama och förbjuden kärlek. Fram till 1917 var Aida den mest spelade operan vid Metropolitan Opera i New York, där den presenterades första gången 1886. 
Den svenska premiären ägde rum på Stockholmsoperan den 16 februari 1880 och den iscensattes åter med premiär den 14 augusti 1911, den 7 mars 1925 och den 31 mars 1951 i en nyöversättning av Sven Lindström.
Aida var en symbol för frihet i Italien under fascistdiktaturens tid. En modern omarbetning av operan till detta tema har även spelats i Sverige. I Egypten blev operan Aida en symbol för landets oberoende när republik infördes 1952. En svensk faraonisk version av Aida sattes upp av Folkoperan den 24 januari 1985 i regi av Claes Fellbom. Uppsättningen filmades även och en grammofoninspelning gjordes.
Hade premiär på Wermland Opera 2023.
Varje sommar spelas operan på den romerska amfiteatern i Verona i Italien.

## Personer
- Kungen av Egypten, Farao (bas)

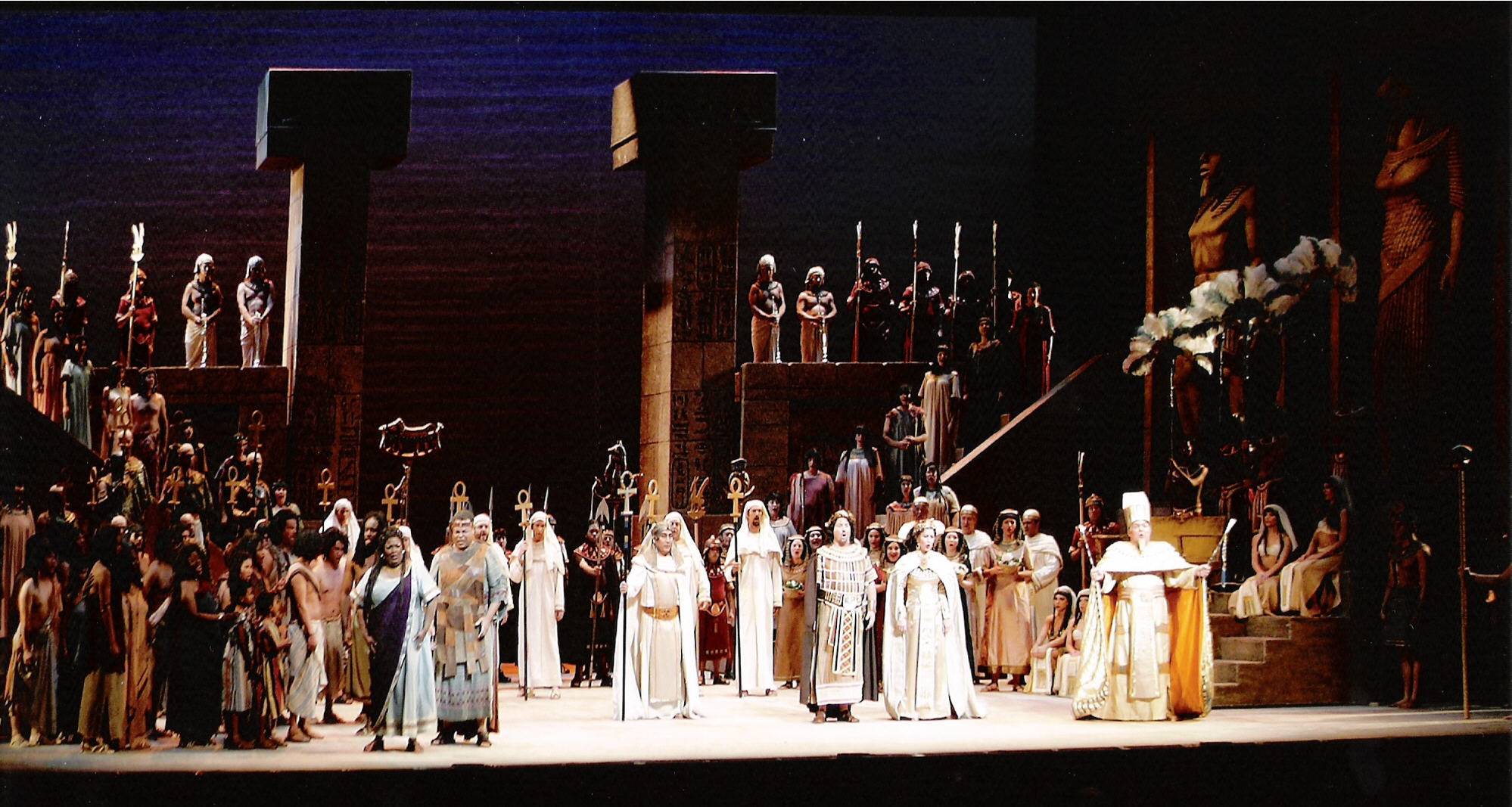
"Triumfscenen" från Opera Pacifics uppsättning av Aida år 2006.

- Amneris, hans dotter (mezzosopran)
- Aida, hennes etiopiska slavinna (sopran)
- Radamès, ung fältherre i den egyptiska hären (tenor)
- Ramfis, överstepräst (bas)
- Amonasro, kung av Etiopien och Aidas far (baryton)
- En budbärare (tenor)
- En tempelsångerskas röst (sopran)
- Präster och prästinnor, ämbetsmän, soldater, slavar, etiopiska fångar och egyptiskt folk (kör)

## Handling
Operan utspelar sig i Tebe och Memfis på faraonernas tid. Föreställningen varar i drygt tre timmar.

### Akt I
Kungapalatset i Memfis. Aida, den etiopiske kungen Amonasros dotter, lever som slavinna vid det egyptiska hovet. Hon har förälskat sig i Radamès, som passionerat besvarar hennes känslor (Radamès aria: "Celeste Aida"). Även den egyptiska kungadottern Amneris är förälskad i den tappre unge krigaren ("Quale insolita gioia nel tuo sguardo"). Hon blir orolig när hon ser vilken djup sympati Radamès hyser för Aida ("Vieni, o diletta, appressati"). När kriget mellan Egypten och Etiopien flammar upp på nytt blir Radamès utnämnd till fältherre. Alla hoppas på seger, även Aida, som först senare blir medveten om att en egyptisk seger skulle betyda hennes egen fars undergång. I en bön till sitt hemlands gudar klagar hon över sitt bittra öde. Hon har att välja mellan sin älskade och sin far, och det verkar inte finnas någon utväg för henne ("Ritorna vincitor"). Med sång och rituella danser åkallar präster och prästinnor guden Ptah och ber honom skänka Radamès segern. Översteprästen Ramfis överräcker det heliga slagsvärdet till Radamès.

### Akt II
Egyptierna har under Radamès ledning segrat över etiopierna. Amneris låter sig smyckas av sina slavinnor inför segerfesten. Genom list lyckas hon locka Aida att avslöja sin hemliga kärlek till Radamès ("Fu la sorte dell'armi a' tuoi funesta"). De återvändande soldaterna hälsas med jubel ("Triumfmarschen"). Amneris räcker Radamès segerkransen och kungen lovar att uppfylla hans minsta önskan. Radamès ber honom skänka de tillfångatagna etiopierna friheten. Kungen bifaller Radamès önskan, men håller på Ramfis inrådan kvar Aida och hennes far som gisslan. Därefter skänker han Amneris hand åt Radamès och därmed också tronföljden.

### Akt III
Natten före trolovningen beger sig Amneris till Isistemplet för att bedja. Vid Nilens strand väntar Aida på att Radamès skall infinna sig till ett hemligt möte ("Qui Radamès verra … O patria mia"). Amonasro tar tillfället i akt och vädjar till dottern att för hennes folks skull locka ur Radamès de egyptiska angreppsplanerna ("Ciel, mio padre! … Rivedrai le foreste imbalsamate"). Aida övertalar Radamès till att fly tillsammans med henne ("Pur ti riveggo, mia dolce Aida … Nel fiero anelito; Fuggiam gli ardori inospiti … Là, tra foreste vergini"). När Radamès av misstag avslöjar vilken väg hans här skall rycka fram mot etiopierna, triumferar Amonasro, som träder fram ur dunklet och ger sig tillkänna som etiopiernas kung. Amneris har oväntat lämnat templet och blir vittne till Radamès ofrivilliga förräderi. Aida och Amonasro lyckas fly. Radamès låter sig tas tillfånga.

### Akt IV
Radamès är anklagad för högförräderi och skall stå till svars inför prästerna. Amneris lovar att rädda honom om han avstår från Aida. Men Radamès förblir orubblig och är redo att gå i döden ("Già i Sacerdoti adunansi"). Han döms till döden av prästerna. Radamès skall bli levande begravd i valvet under Vulcanustemplet. Aida har i hemlighet smugit sig in i gravvalvet för att dö tillsammans med sin älskade. Medan prästerna åkallar guden Ptah och Amneris ber en bön för Radamès och önskar honom evig frid, tar kärleksparet avsked av livet ("Immenso Ftha").

## Kända sångnummer
- Akt 1. "Radamés' aria" Ljuva Aida; Vänd hem med segerns krans (Aida); "Tempelscenen" Gud, herre och beskyddare av dessa helga nejder.
- Akt 2. "Slavinnornas kör"; Ah! Kom du älskade till mig (Amneris); "Triumfkören" Hell dig Egypten! Isis hell! som vårt land bevarar; Men du mäktige kung dig förbarma (Amonasro).
- Akt 3. "Nilarian" Blånande himmel med luft så ren och mild (Aida); "Nilduetten" Vi ses då åter min egen Aida (Radamés och Aida).
- Akt 4. Ser du dödens ängel där (Aida); Farväl du jord, farväl ni sorgens dalar (Radamés och Aida).

## Aidatrumpeterna
I andra aktens Triumfscen får verkligen bleckblåsarna höras ordentligt. Verdi använder här, förutom det vanliga bleckblåset, ett blåsinstrument som har gjort intåg i instrumentationskonstens historia under namnet Aidatrumpeter. Formen påminner om verkliga egyptiska trumpeter med en eller tre ventiler, där de förra är stämda i Ass eller H och de senare i B eller C. De ursprungliga Aidatrumpeterna, som Verdi lät specialtillverka i Milano för att användas i Aida, var naturtrumpeter utan ventiler, tre stämda i Ass och tre i H. I "Triumfmarschen" spelar de tre Ass-trumpeterna unisont melodin i Ass-dur, varefter H-trumpeterna sedan övertar melodin i H-dur. Det här plötsliga tonartsbytet skänker den imponerande masscenen en högtidlig och rituell stramhet.

## Inspelningar (urval)
- Aida. Royal Swedish Opera archives ; 4. Stockholm: Caprice. 2004. Libris 9797490
- Aida. Freni, Carreras, Baltsa, Cappuccilli, Raimondi, van Dam. Kör från Wiener Staatsoper. Wiener Philharmoniker. Karajan, dirigent. EMI (ADD) 769300-2. 2 CD.[5]